# Black Box
Black Box (originalment en francès, Boîte noire) és una pel·lícula francesa coescrita i dirigida per Yann Gozlan, estrenada el 2021. S'ha doblat i subtitulat al català.

## Sinopsi
Mathieu Vasseur, Enginyer aeronàutic graduat per ENAC, tècnic de l’autoritat responsable de les investigacions de seguretat en aviació civil, ha d’esbrinar per què l’avió que cobria el vol Dubai-París es va estavellar als Alps. L’anàlisi de la caixa negra li fa pensar més enllà d’un error humà o una avaria tècnica, i investiga en secret per aprofundir en un cas molt sospitós.

## Repartiment
- Pierre Niney: Mathieu Vasseur
- Lou de Laâge: Noémie Vasseur
- André Dussollier: Philippe Rénier
- Sébastien Pouderoux: Xavier Renaud
- Olivier Rabourdin: Victor Pollock
- Guillaume Marquet: Antoine Balsan
- Mehdi Djaadi: Samir
- Anne Azoulay: Caroline Delmas
- Aurélien Recoing: Claude Varins
- André Marcon: Dorval
- Philippe Maymat: el capità
- Quentin d'Hainaut: el guàrdia de seguretat
- Lorène Devienne: Jeanne, l'hostessa de cabina
- Grégori Derangère: Alain Roussin

## Anècdota
Per a l'escena de recepció organitzada per ENAC Alumni, l'equip de cinema va convocar autèntics graduats de l'École nationale de l'aviation civile.